# Social Finance (Великобритания)
Social Finance UK (Social Finance Ltd. или Social Finance Group) — некоммерческая организация, которая через партнёрские отношения с правительственными организациями, коммерческими структурами и социальным сектором ищет новые и лучшие способы решения социальных проблем в Великобритании и других странах мира, а также развивает новые модели социальных изменений. Была организована в 2007 году. В состав Social Finance UK входят 60 команд специалистов в области финансов, консалтинга и социальной сферы. За годы работы организация привлекла более £29 млн социальных инвестиций и разработала серию социальных программ (в том числе в области реабилитации бывших заключённых, трудных подростков и бездомных, а также в сфере микрокредитования).

## История
Первыми инвесторами Social Finance UK была группа филантропов, позже к ним присоединились Фонд Рокфеллера, Big Lottery Fund Британской национальной лотереи и Esmée Fairbairn Foundation. В 2007 году начальная команда Social Finance UK поддержала работу Комиссии по невостребованным активам, которая рекомендовала учреждение Social Investment Bank, который в свою очередь перерос в Big Society Capital. 
В 2010 году Social Finance UK при поддержке Фонда Рокфеллера выпустила первые социальные облигации (они предназначались для уменьшения рецидивизма и помощи в реабилитации заключённых тюрьмы города Питерборо). Шестилетнюю экспериментальную программу социальных облигаций курировали министры юстиции Джек Стро и Кеннет Кларк и министр тюрем Криспин Блант.
В 2011 году Social Finance UK вышла на американский рынок и основала Social Finance US, начав мониторить возможность применения социальных облигаций в штате Массачусетс (первым осуществлённым проектом в США стала программа реабилитации заключённых в штате Нью-Йорк). В 2013 году Social Finance UK и Center for Global Development начали исследовать потенциал нового финансового инструмента — облигаций развития, разновидности социальных облигаций. Кроме того, в 2013 году с целью помочь построить социальный инвестиционный рынок в Израиле была основана организация Social Finance Israel.

## Проекты и программы
После пилотной программы реабилитации заключённых Social Finance UK стала применять схему с социальными облигациями во многих других проектах, в том числе в области финансирования муниципальных служб семейной поддержки, программ профилактики семейного насилия, программ по защите приёмных детей, программ по реабилитации и трудоустройству бездомных Лондона (её курировали жилищный министр Грант Шэппс и мэр Лондона Борис Джонсон), программ по реабилитации наркозависимых, различных программ здравоохранения и программ помощи детям-инвалидам.